# Habitus (dichtbundel)
Habitus is een dichtbundel van Radna Fabias waarmee zij debuteerde in 2018. De bundel bevat een selectie van Fabias' verzameld materiaal over een periode van tien jaar. Habitus is een van de meest gelauwerde bundels van de laatste decennia en werd met veel lof ontvangen, met name door de sterke visuele vorm van schrijven.

## Genre en inhoud
Habitus behoort tot zowel migrantenliteratuur als post-koloniale literatuur. Identiteit speelt een rol; de worstelingen van de migrant met het leven tussen twee werelden en man-vrouwverhoudingen worden geïnspecteerd. De bundel speelt zich op zowel Curaçao als Nederland af. Habitus' relatief zware thematiek wordt gebracht met humor en zelfspot, waardoor er lucht aan wordt gegeven. Veel gedichten bevatten referenties naar scenarioschrijven en de filmwereld, waarin Fabias' achtergrond als toneelschrijfster tot uitdrukking komt.

## Vorm
Habitus betekent verschijningsvorm of uiterlijk in het Latijn. Habitus is ook een term uit het werk van de Franse socioloog Pierre Bourdieu. Ook hieraan wordt in het werk gerefereerd. De presentatie van de gedichten is schijnbaar vormloos. Dit komt mede door het gebrek aan hoofdletters en punten. De enige hoofdletters die worden gebruikt zijn in Bijbelse benamingen. Het woord 'neger', indien gebruikt, wordt standaard schuingedrukt.

## Structuur
De bundel is ingedeeld in drie delen: "Uitzicht met kokosnoot", "Rib" en "Aantoonbaar geleverde inspanning" gevolgd door een epiloog.

### Uitzicht met kokosnoot
"Uitzicht met kokosnoot" is het eerste deel en speelt zich grotendeels af op Curaçao. Twijfel en contrast zijn terugkerende thema's in dit deel; "Uitzicht met kokosnoot" beschrijft Fabias' gemengde gevoelens met betrekking tot haar geboorte-eiland, waarin ze voortdurend worstelt tussen een bijna melancholisch verlangen en een snijdende pijn of woede. "Uitzicht met kokosnoot" wordt ingeleid met het eerste gedicht "wat ik verstopte"; een ode aan Curaçao. De "reisgids"-serie geeft een cynische kritiek op hoe het eiland wordt uitgemolken door toerisme. In "handoplegging" wordt het misbruik van de kerk beschreven. Religie speelt vaker een rol in Habitus en wordt vaak verbonden met schaamte en het koloniale verleden. Ook de afwezigheid van vaders is prominent. Zo wordt het woord 'vader', met uitzondering van verwijzingen naar God, standaard vervangen door 'moeder' zoals in het gedicht "int. moederland". De enige keer dat het woord vader niet in een Bijbelse context wordt gebruikt is in de titel van het gedicht "vader"; een lege pagina met onderaan de pagina drie zinnen:

en de oude man ging naar de zee

en de oude man ving niks meer

en de oude man vond daar zijn nietigheid

### Rib
"Rib" focust op het lichamelijke of het zelf en gaat dieper in op de rol die de vrouw wordt toegekend. De rib is een terugkerend motief; de rol van Adams rib in de creatie van Eva wordt gebruikt om de rol van de vrouw tegenover de man te belichten. De vervloeking van Eva na het eten van de verboden vrucht; de bevalling en het in dienst staan van de man, staan daarin centraal. De historische connotatie van de rib als motief toont tegelijkertijd aan hoe ver terug deze traditionele man-vrouw-rollen te traceren zijn. Het gedicht "rib" sluit hier ook op aan en beschrijft de normen en de waarden die de vrouw vanaf haar geboorte worden opgelegd.

### Aantoonbaar geleverde inspanning
"Aantoonbaar geleverde inspanning" is het laatste deel van de bundel. Over het algemeen speelt dit deel zich af in Nederland. De titel van dit deel refereert aan een formulier van de Nederlandse overheid. Na herhaaldelijk te zijn gezakt voor het inburgeringsexamen, kan een inburgeraar met dat formulier ontheffing aanvragen.

### Epiloog
De epiloog bevat slechts één gedicht, "roestplaats".

## Nominaties en prijzen
Habitus is sinds de publicatie genomineerd voor veel verschillende prijzen. De C. Buddingh'-prijs voor beste debuut ontving zij in 2018. De Awater Poëzieprijs 2018 en de Herman de Coninckprijs werden allebei in 2019 toegekend. Ook ontving zij de Grote Poëzieprijs 2019. Ook de Poëziedebuutprijs aan Zee 2019 werd aan haar toegekend

## OverHabitus
- Michiel van Kempen over Habitus op literatuurgeschiedenis.org